# Babót
Babót es un pueblo húngaro perteneciente al distrito de Kapuvár en el condado de Győr-Moson-Sopron, con una población en 2013 de 1125 habitantes.
Se menciona por primera vez en 1217 como Bobeth. Tuvo una fortaleza medieval que fue de la corona hasta 1387, cuando Segismundo de Luxemburgo dio el pueblo a la familia noble Kanizsai. La localidad original fue destruida por los turcos en la década de 1590 y reconstruida en el siglo XVII.
Se ubica en la periferia oriental de la capital distrital Kapuvár, junto a la carretera 85 que lleva a Csorna.